# Indocalamus chishuiensis
Indocalamus chishuiensis är en gräsart som beskrevs av Ya Ling Yang och C.J.Hsueh. Indocalamus chishuiensis ingår i släktet Indocalamus och familjen gräs. Inga underarter finns listade i Catalogue of Life.